# انتقال إسبانيا نحو الديمقراطية

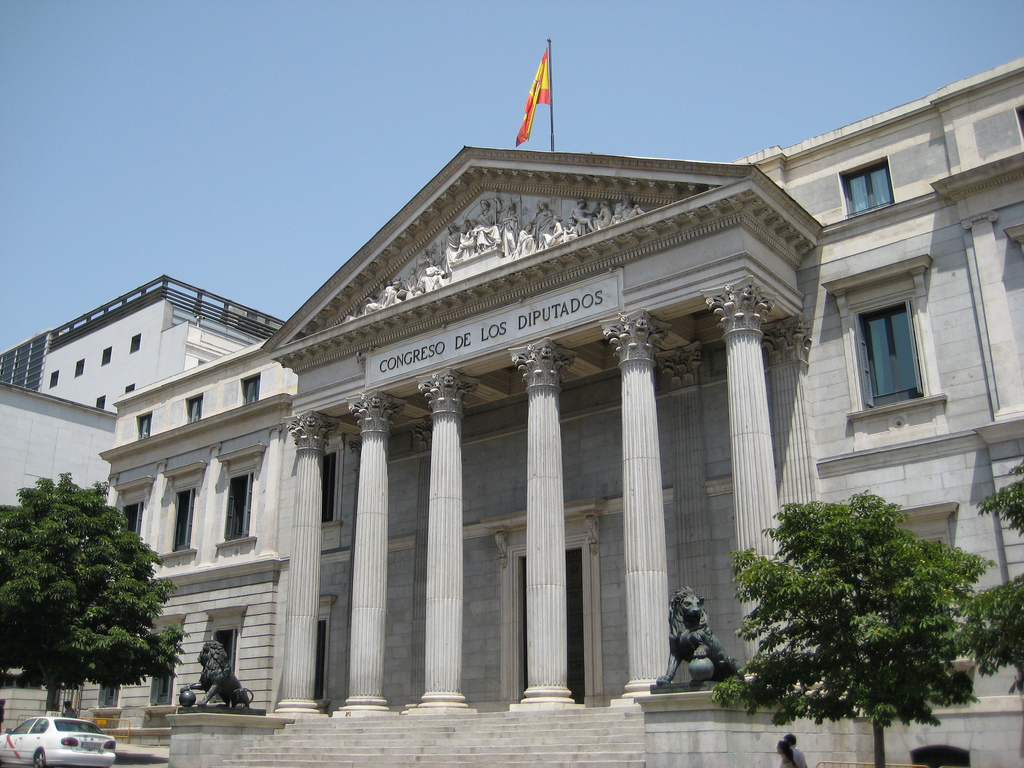
مبنى البرلمان الإسباني

الانتقال الديمقراطي الإسباني (بالإسبانية: Transición Española) هو المرحلة التاريخية التي انتقلت خلالها إسبانيا من نظام فرانسيسكو فرانكو الديكتاتوري إلى دولة ديمقراطية مسيرة بدستور ضامن لدولة القانون. اختلف المؤرخون حول الامتداد الزمني للانتقال الديمقراطي الإسباني، فبينما يحده بعضهم بين تاريخي تنصيب خوان كارلوس الأول كملك لإسبانيا (في 22 نوفمبر 1975) ودخول دستور 1978 حيز التنفيذ (29 ديسمبر 1978)، يحصره آخرون بين 20 نوفمبر 1975، تاريخ وفاة الديكتاتور فرانسيسكو فرانكو، و28 أكتوبر 1982، تاريخ نهاية فترة حكومة حزب اتحاد الوسط الديمقراطي.

وهناك أيضا من يؤرخ لنهاية الانتقال الديمقراطي الإسباني بين 1985 و1986، حيث انضمت إسبانيا للسوق الأوروبية المشتركة (سلف الاتحاد الأوروبي) وصادق الشعب الإسباني على استفتاء عضوية الناتو. تمتد تصنيفات بداية المرحلة أيضا إلى 20 ديسمبر 1973، تاريخ اغتيال لويس كاريرو بلانكو، بل وحتى إلى سنة 1966، سنة اعتماد القانون الأساسي الإسباني والذي اعتبر آنذاك انفتاحا ديمقراطيا محتشما لنظام فرانكو. وتبقى أكثر تصنيفات المرحلة امتدادا في الزمن هي تلك التي تعتبر بداية حكومة الحزب الشعبي في 1996 نهاية للانتقال الديمقراطي الإسباني.

## أهم الأحداث

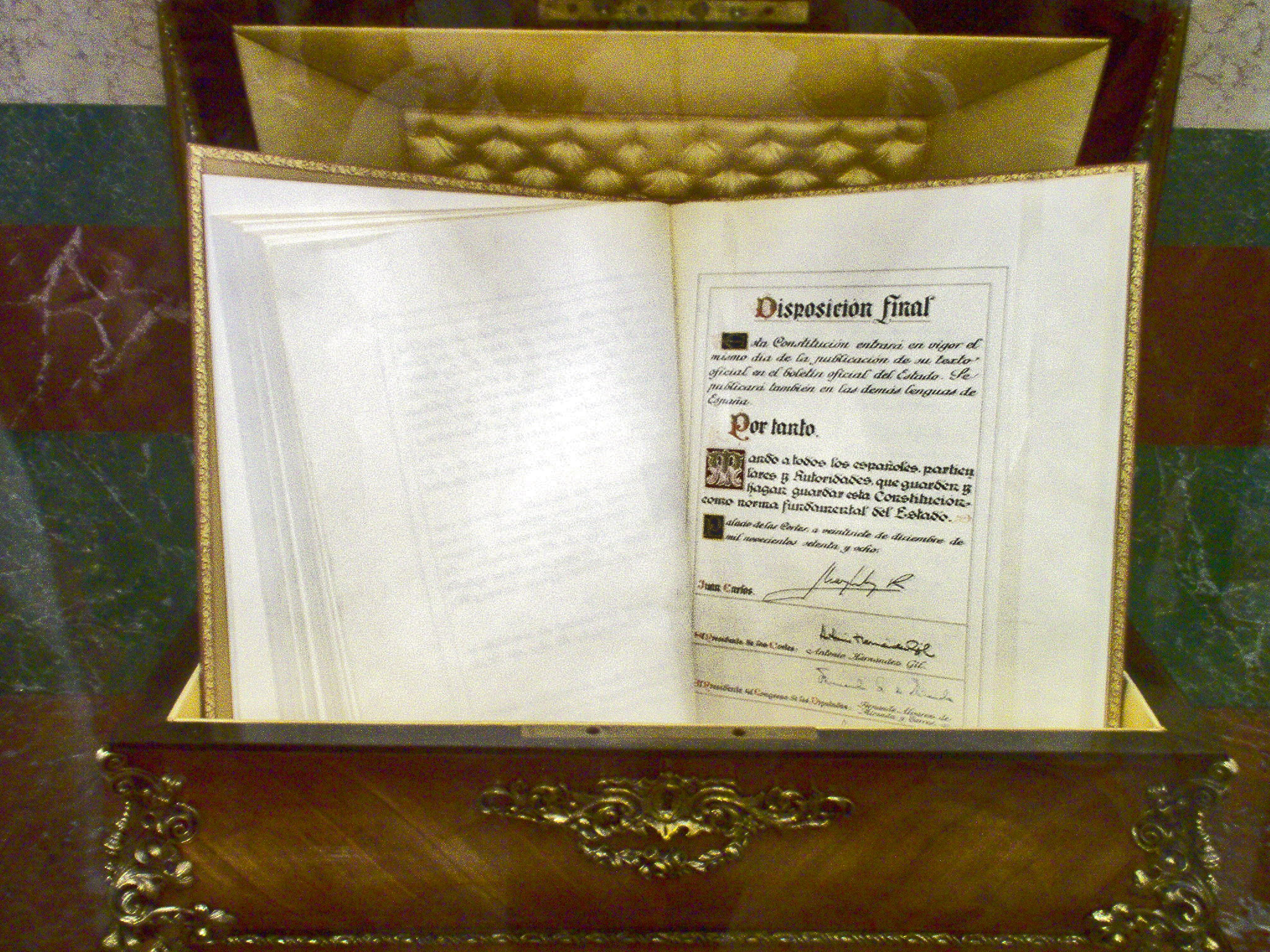
الدستور الإسباني لعام 1978

التصنيف الأكثر إجماعًا بين المؤرخين هو ذلك الممتد بين وفاة الفريق فرانكو في 20 نوفمبر 1975 وفوز حزب العمال الاشتراكي الإسباني في الانتخابات التشريعية لعام 1982. وفي ما يلي أهم الأحداث المفصلية التي ميزت الانتقال الديمقراطي الإسباني:
- انتقال السلطة إلى مجلس وصاية حتى 22 نوفمبر 1975، حيث تم تنصيب خوان كارلوس الأول ملكًا لإسبانيا أمام البرلمان.[1]
- خوان كارلوس الأول يبقي على حكومة سلفه برئاسة كارلوس آرياس نابارو.[2]
- استقالة رئيس الحكومة كارلوس آرياس نابارو في 1 يوليو 1976 بفعل تضارب الروح المحافظة للحكومة الموروثة من النظام السابق مع إرادة الملك في إصلاح سياسي.[3]
- تعيين أدولفو سواريث رئيسا للحكومة محل نابارو، وإطلاق حكومته لحوار وطني مع فعاليات الطيف المدني والسياسي الإسباني من أجل إنشاء نظام ديمقراطي في البلاد.[4]
- مصادقة البرلمان الإسباني على قانون الإصلاح السياسي والذي دخل حيز التنفيذ غداة المصادقة عليه في استفتاء شعبي في 15 دجنبر 1976.[5] من أهم مضامين هذا القانون الأساسي حل النظام القائم وترسيخ مفهوم دولة القانون وتبني نظام برلماني بغرفتين. وكمنت أهمية القانون في خصوصية النظام القائم آنذاك الذي كان مبنيًا على قوانين أساسية تسمو على المنطق الدستوري، مما كان يفرض المرور من هذه الخطوة قبل طرح أي مسودة دستور ديمقراطي لاستفتاء شعبي. ويعتبر الفقيه الدستوري طوركواطو فيرنانديث ميراندا إيبيا مقترح هذه الخطوة التي استجابت لرغبة النخبة السياسية الإسبانية في انتقال ديمقراطي ضامن لحد أدنى من الاستمرارية المؤسساتية والسياسية.
- في 1977 أجريت أول انتخابات تشريعية ديمقراطية منذ فترة الحرب الأهلية الإسبانية. احتل حزب اتحاد الوسط الديمقراطي المرتبة الأولى دون بلوغه الأغلبية،[6] وتم تكليفه بتشكيل الحكومة. في نفس السنة تم تشكيل لجنة صياغة أول دستور ديمقراطي إسباني.
- في 6 ديسمبر 1978 صادق الشعب الإسباني على دستور 1978 الذي دخل حيز التنفيذ في 29 دجنبر 1978.[7]
- في سنة 1981 استقال أدولفو سواريث من رئاسة الحكومة لتراكم مجموعة من الإكراهات كالأزمة الاقتصادية وصعوبة تنزيل الإدارة الجهوية وتكاثف أعمال العنف الصادرة من تنظيم إيتا،[8] إلا أن أكبر مثبط لعمل الحكومة آنذاك كان المقاومة الشرسة لتيارات داخل الجيش الإسباني لأي انتقال ديمقراطي.

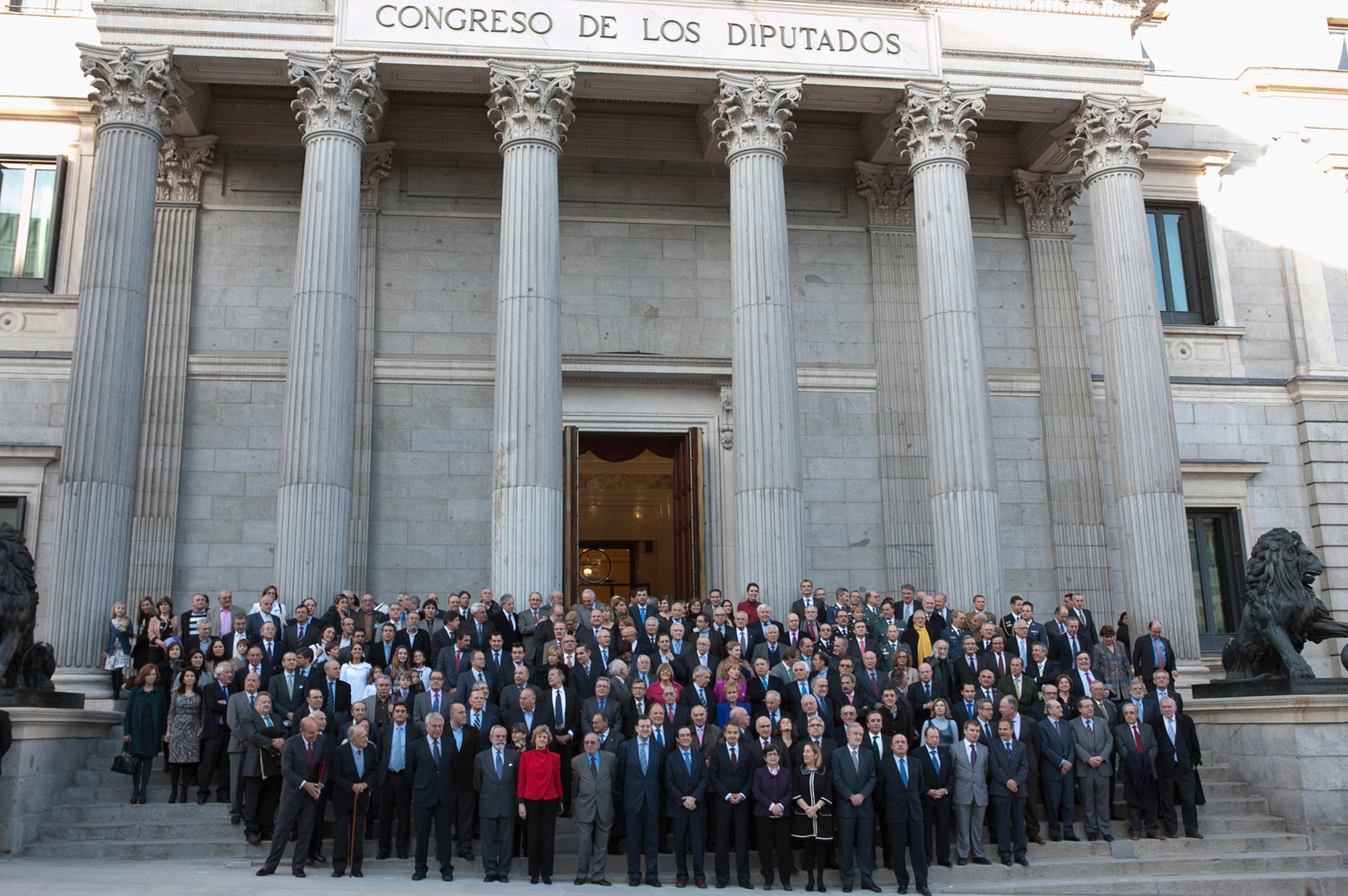
صورة تخليدية في 2011 للحاضرين في مبنى البرلمان الإسباني إبان المحاولة الانقلابية ل 1981

- خلال جلسة البرلمان لانتخاب خلف سواريث في 23 فبراير 1981، ليوبولدو كالبو صوطيلو، قام العميد طيخيرو مولينا بحجز النواب البرلمانيين كرهائن. كانت تلك العملية الحلقة الأبرز في محاولة انقلابية فاشلة قادتها مجموعة من الضباط عبر التراب الإسباني. فشلت المحاولة الانقلابية بفضل صمود الطبقة السياسية الإسبانية والصرامة التي أبداها آنذاك الملك خوان كارلوس الأول في القيام بدوره بصفته قائدًا أعلى للجيش الإسباني وبصفته ضامنًا للاختيار الديمقراطي. شكل انقلاب 23 فبراير أصعب لحظة في الانتقال الديمقراطي الإسباني.[9][10]
- عرف حزب اتحاد الوسط الديمقراطي توترات داخلية بين سنتي 1981 و1982 انتهت بحله عام 1983.[11] توزعت قواعد الحزب بين الحزب الشعبي (لذوي التوجه السياسي الديمقراطي المسيحي) وحزب العمال الاشتراكي الإسباني (لذوي التوجه اليساري).
- في 1982 فاز حزب العمال الاشتراكي الإسباني بالأغلبية المطلقة في الانتخابات التشريعية مدشنا الولاية التشريعية الثانية للديمقراطية الإسبانية الوليدة آنذاك.[12]

## السياق التاريخي والعوامل الأساسية لنموذج التحول
ساهمت مجموعة من العوامل الداخلية والخارجية في تكون وعي سياسي بضرورة دمقرطة نظام الحكم بإسبانيا، وتسريع مرحلة الانتقال الديمقراطي.

### ثورة القرنفل
خلق نجاح الانتقال الديمقراطي البرتغالي، في 1974، وانهيار ديكتاتورية الإسطادو نوفو (Estado Novo) العسكرية ارتباكا في الأوساط المساندة لنظام فرانكو. فبسبب الشبه الكبير بين النظامين وتقاسم المجتمعين الإسباني والبرتغالي لمجموعة من السمات الاجتماعية والسياسية والتاريخية، تولد لدى الحراكين الديمقراطيين في البلدين وعي بوحدة المصير سهل امتداد المد الثوري البرتغالي إلى الجار الإيبيري وإن كان بصيغة أكثر سلمية من الانتقال البرتغالي. وفيما يلي عوامل التحول المشتركة بين البلدين:
- نظامان ديكتاتوريان عسكريان معمران (الأقدم أوروبيا منذ ثلاثينات القرن العشرين).
- حضور قوي ومهيكل للقوى اليسارية في النقابات والجامعات وفي أوساط المغتربين.
- ظهور طبقات وسطى واعية سياسيا منادية بالدمقرطة السلمية. يعتبر هذا المكون عاملا أساسيا في تسريع التحول، لأن استمرار حضور أهوال الحرب الأهلية الإسبانية والحروب الكولونيالية البرتغالية في المخيال الجماعي جعل الحراك الديمقراطي أكثر جنوحا للسلمية ولاستمرارية المؤسسات.
- ظهور تيارات إصلاحية في المؤسستين العسكريتين للبلدين، تحت تأثير الانهيار السريع لسياستيهما الكولونيالية في أفريقيا في بداية السبعينات.[14]

### الملكية
ورث خوان كارلوس الأول نفوذا وسلطة واسعين على أساس القانون الأساسي لانتقال الحكم (لسنة 1947) بعد تعيينه خلفا من طرف فرانكو سنة 1969. وبمجرد توليه الحكم انخرط في مسلسل الدمقرطة مساندا من المنتظم الدولي ومن الطيف السياسي الإصلاحي والطبقة الاقتصادية وحتى من أوساط واسعة من الإدارة الفرانكوية. لعب دورا حاسما في دفع الإدارة والقضاء والجيش في تبني قيم التغيير وجعل الملكية نقطة مرجعية يسرت انتقالا دون فراغات على مستوى القيادة أو على المستوى القانوني. كان على الملك المبتدئ آنذاك قيادة هذا المسلسل تحت مجموعة من الإكراهات:
- المحافظة المتشددة للفرانكويين: شكل أنصار إسبانيا الفرانكوية، المعروفين في الأدبيات الإسبانية بالأولطراس (ultras) أو البونكر (bunker)، مصدر خطر مستمر لظهور ردة ديمقراطية خلال سنوات الانتقال الديمقراطي. وذلك لتوغلهم داخل المؤسسة العسكرية ومؤسسات الدولة. كان للسياسة التوافقية (و الغير إقصائية) التي نهجها الملك دور في التحييد التدريجي لتأثير هذه الأجنحة. كما كان المنهج القانوني للتغيير، الذي لم يحدث قطيعة مع الهياكل السابقة (خصوصا القوانين الأساسية)، مانعا للفراغات القانونية والدستورية خلال مرحلة الانتقال ولأي استفزاز للأجنحة المحافظة. ويعتبر الفقيه الدستوري طوركواطو فيرنانديث ميراندا إيبيا، أستاذ خوان كارلوس في القانون السياسي، منظر فلسفة التغيير الناعم هاته التي ساهمت في التخفيف من هذا الإكراه.[15]
- المؤسسة العسكرية: ورث خوان كارلوس الأول قيادة جيش نظام ديكتاتوري وذي حضور وازن في تدبير المشهد السياسي مما يتناقض مع دور جيش حديث في إطار دولة قانون ديمقراطية. كان الجيش الإسباني آنذاك ذا بنية تقليدية وغير احترافية وكان ساحة لتجاذبات سياسية إصلاحية وأخرى محافظة ذكتها إحباطات انهيار ديكتاتورية الجار البرتغالي وفشل السياسة الكولونيالية في إفريقيا. كانت لحظة انقلاب 1981 الفاشل، والتي لعبت المؤسسة الملكية دورا كبيرا في إحباطها، نهاية آخر الفلول الارتدادية داخل الجيش الإسباني وبداية انتقال المؤسسة العسكرية نحو الاحترافية في مسلسل تأهيل استمر لثماني سنوات.[16]
- العنف السياسي: شكلت الأجنحة المتطرفة، يمينية كانت أم يسارية، تهديدا مستمرا لمرحلة الانتقال الديمقراطي. فقد كان لاستفحال الصدام بين هذه الأجنحة والتيارات المحافظة والجيش أن يخلق دوامة من العنف والعنف المضاد كان من الممكن أن تقوض الدمقرطة إلى غير رجعة. ساهمت سرعة المسلسل الانتقالي والمنهج التوافقي والاستمراري في تخفيف تأثير هذه التيارات. كما ساهم الحسم في الاختيار الديمقراطي من طرف النقابات والأحزاب السياسية اليسارية (بين 1971 و1972)، إضافة لهيكلتها التنظيمية الجيدة، في ضبط القواعد والتهميش التدريجي للعنف السياسي.[17]

### الحراك المجتمعي
عرفت إسبانيا منذ خمسينات القرن العشرين تحولات في بنيتها الاقتصادية والاجتماعية نتيجة تصنيعها المتزايد وظهور طبقة حضرية نشيطة بطبقة متوسطة وازنة. فرغم مصادرة نظام فرانكو لأغلب الحقوق المدنية والسياسية إلا أن أشكال التأطير المدني والسياسي تكاثفت في إسبانيا منذ الستينات عبر النقابات والاتحادات الطلابية والأحزاب السياسية وجمعيات السكان وجمعيات ربات المنازل. ولقد اضطرت الاحتجاجات العمالية النظام لإعلان حالة الطوارئ ثلاث مرات خلال سنتي 1969 و1970 وإلى حظر الجمعيات السياسية سنة 1964. وفيما يلي أهم محطات وعناصر الحراك المجتمعي الذي سبق ورافق الانتقال الديمقراطي
- الحركة العمالية: خلال ستينات القرن العشرين، وبتأطير من الحزب الشيوعي الإسباني، قامت مجموعة من الخلايا العمالية المتفرقة عبر مقاطعات أستورياس وكتالونيا ومدريد وإقليم الباسك بتأسيس اتحاد عمالي عرف باللجان العمالية ‏(Comisiones Obreras)‏.[18] تطورت مطالب الحركة العمالية عبر التراب الإسباني وعلى مستوى مجموعة من القطاعات الحيوية كالمناجم والصناعات التحويلية، ناهجة سياسة توسعية اختراقية (entrismo) للنقابات الفرانكوية القائمة. بسبب القمع الوحشي الذي ووجهت به تحولت الحركة العمالية الإسبانية من المطالب الاجتماعية (كرفع الأجور والضمان الاجتماعي) إلى المطالب المدنية والسياسية، وشكلت حافزا لانضمام شرائح واسعة من المجتمع (كالطلبة والمثقفين) إلى الجبهة المناهضة للفرانكوية. ساهمت الإضرابات العمالية الضخمة بين 1971 و1975 في تعبئة الطيف السياسي الإسباني وتحقيق مكتسبات سياسية وعمالية وخصوصا في تسريع وتيرة الانتقال الديمقراطي.[19][20]
- الحركة الطلابية: شكلت الفضاءات الجامعية الإسبانية خلال عقدي الستينات والسبعينات معقلا للاحتجاج السياسي، متأثرة بموجات التغيير الأوروبية، وخصوصا انتفاضة ماي 68 وربيع براغ. كانت أغلب التنظيمات الطلابية ذات توجه يساري (تروتسكية أو ماوية)، وعرفت إعلاميا باسم بروغريس (progres). لعبت الحركة الطلابية آنذاك دورا كبيرا في التكوين السياسي لجيل من السياسيين الذين بصموا مرحلة الانتقال الديمقراطي (فيليبي كونثاليث كمثال). وساهمت خلال سنوات إرهاصات الانتقال الديمقراطي في تشكيل جبهة نضالية موحدة مع الحركة العمالية، وساعدها في ذلك توفرها على قواعد ضخمة بالمراكز الجامعية الكبرى كشلمنقة وبلد الوليد وبرشلونة ومدريد وإشبيلية وبلباو. أكبر دليل تاريخي على الخطر الذي كانت تشكله الحركة الطلابية بالنسبة لنظام فرانكو هو إلحاق الأخير لأول جهاز استخباراتي إسباني (Servicio Central de Documentación SECED) بوزارة التعليم في 1969.[21][22]

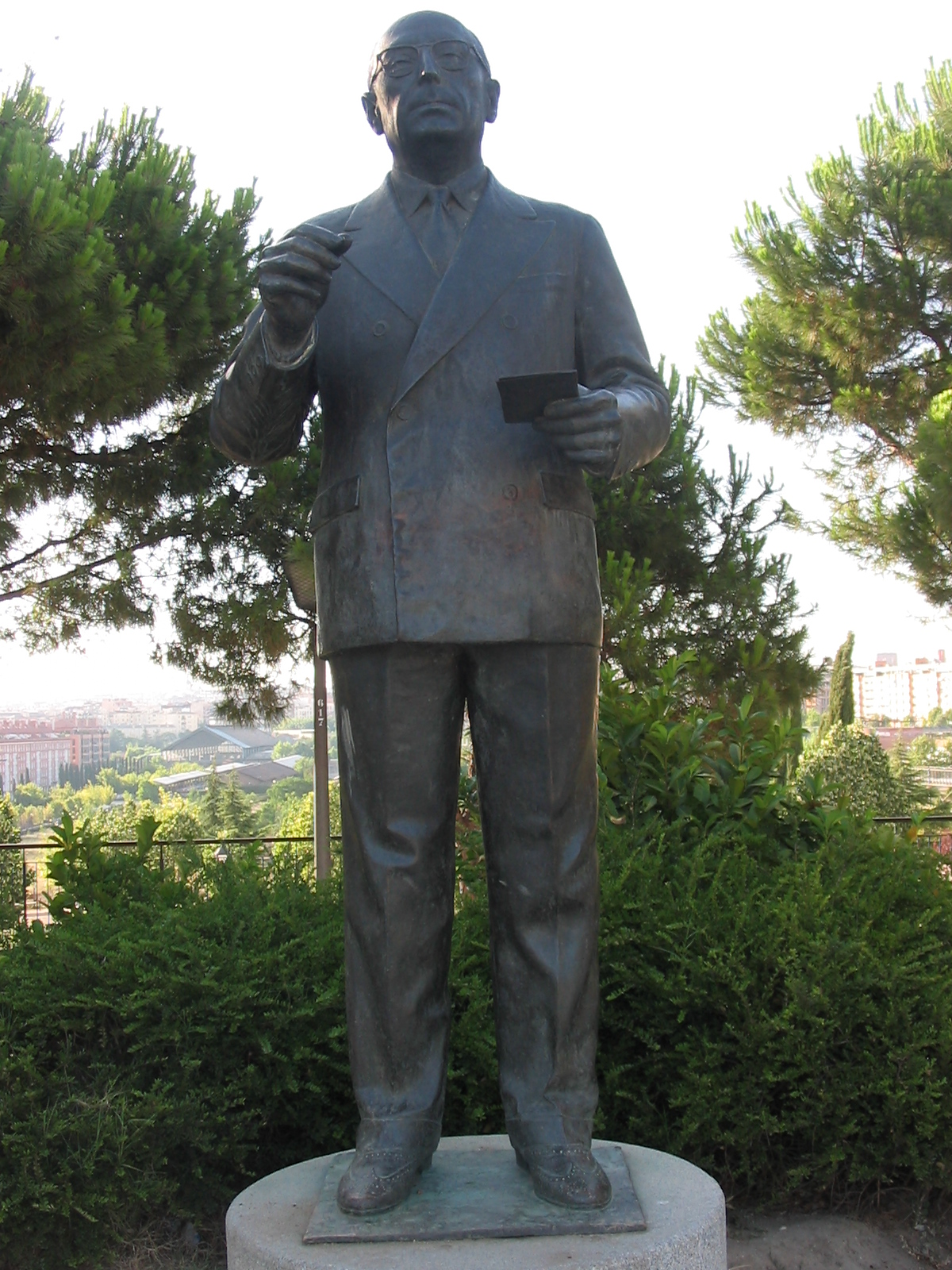
تمثال لإنريكي تييرنو في إحدى حدائق مدريد

- المثقفون: عانت الحياة الثقافية الإسبانية خلال أربعينات وخمسينات القرن العشرين من جمود كبير عرف بتسمية (páramo cultural)، وذلك تحت تأثير القمع والرقابة (الخارجية أو الذاتية) وهجرة أغلب المبدعين إلى الخارج. ابتداءً من الستينات، وتحت تأثير الحراك الاجتماعي، حدث انفتاح في المشهد الثقافي مكن من عودة زمرة من المبدعين المغتربين وظهور جيل من الأدباء ودور النشر ذات المدى الإصداري الواسع. تميزت المرحلة أيضا بنزيف داخل جبهة المثقفين الفرانكويين والتي اصطف جزء منها إلى جانب التيار الإصلاحي (كاميلو خوسي ثيلا كمثال). تميز المثقفون الإسبان خلال تلك الفترة بالتزامهم السياسي وعمليتهم ولا نخبويتهم، حيث ارتبطوا عضويا بباقي مكونات الحراك المجتمعي كالجامعات والنقابات وخصوصا الأحزاب السياسية. ومن أهم الأسماء الأدبية والفلسفية التي جسدت هذه الممارسة: إنريكي تييرنو وخوصي لويس لوبيث أرانغورين وأغوستين غارثيا كالبو وأنطونيو طوبار وخوصي ماريا بالبيردي.

تميز الحراك الثقافي آنذاك أيضا بازدهار للمسرح الجامعي وأندية شعبية للسينما والموسيقى الملتزمة (جوان مانويل صيراط كمثال)، وساعدت هذه الأشكال الإبداعية على خلق فضاءات للحوار والتثقيف السياسيين وسط شرائح اجتماعية واسعة.
- التكتلات المدنية: في 1964 قامت السلطات الفرانكوية بسن قانون جمعيات يقيد أنشطتها السياسية.[24] رغم ذلك استطاع المجتمع الإسباني أن يبدع أطرا جديدة مثل جمعيات الأحياء وجمعيات ربات البيوت، والتي استطاعت تأطير مئات الآلاف من المواطنين. انطلقت هذه التكتلات المدنية من مطالب اجتماعية بسيطة (كإنشاء المدارس وتحسين وسائل النقل وتوفير مواقف السيارات)، لتتطور لتنظيم المظاهرات التضامنية مع المعتقلين السياسيين وتنخرط في نفس النسق النضالي للحركات العمالية والطلابية.[25]
- الكنيسة الكاثوليكية: رغم كونها إحدى أهم ركائز الفرانكوية في بداياتها إلا أن الكنيسة الكاثوليكية ستعرف انطلاقا من الستينات ظهور تيارات إصلاحية ومعارضة للديكتاتورية امتدت لأعلى مستوياتها التسييرية. استفادت هذه التيارات من دعم البابا بولس السادس وساهمت خلال الانتقال الديمقراطي في التشجيع على التوافق السياسي.[26][27]

### الطبقة السياسية، فلسفة الأولويات وحس التوافق
ساهمت مجموعة من العوامل في دفع الطبقة السياسية إلى بناء توافقات عريضة سرعت وتيرة مسار الانتقال:
- تشجيع المجتمع الدولي آنذاك للتحول السلمي.
- تواجد تيارات وازنة تؤمن بالعنف السياسي (كإيتا والجماعات الجذرية يمينية كانت أو يسارية) والأسلاك المحافظة في الجيش والشرطة والإدارة الفرانكوية. تفاعل هذا الهاجس بطريقة مركبة مع مكون التوافق، فبقدر ما ساهم خطر العنف في سيادة ثقافة التوافق في أصعب لحظات الانتقال بقدر ما ساهم في دفع العديد من التيارات الجذرية للقيام بمراجعات مهمة وتغليب كفة العمل السلمي.
- استمرار حضور أهوال الحرب الأهلية الإسبانية في الذاكرة الجماعية الإسبانية دفع جميع الأطراف إلى تبني سلوك إيجابي وتوافقي خلال محطات الانتقال.

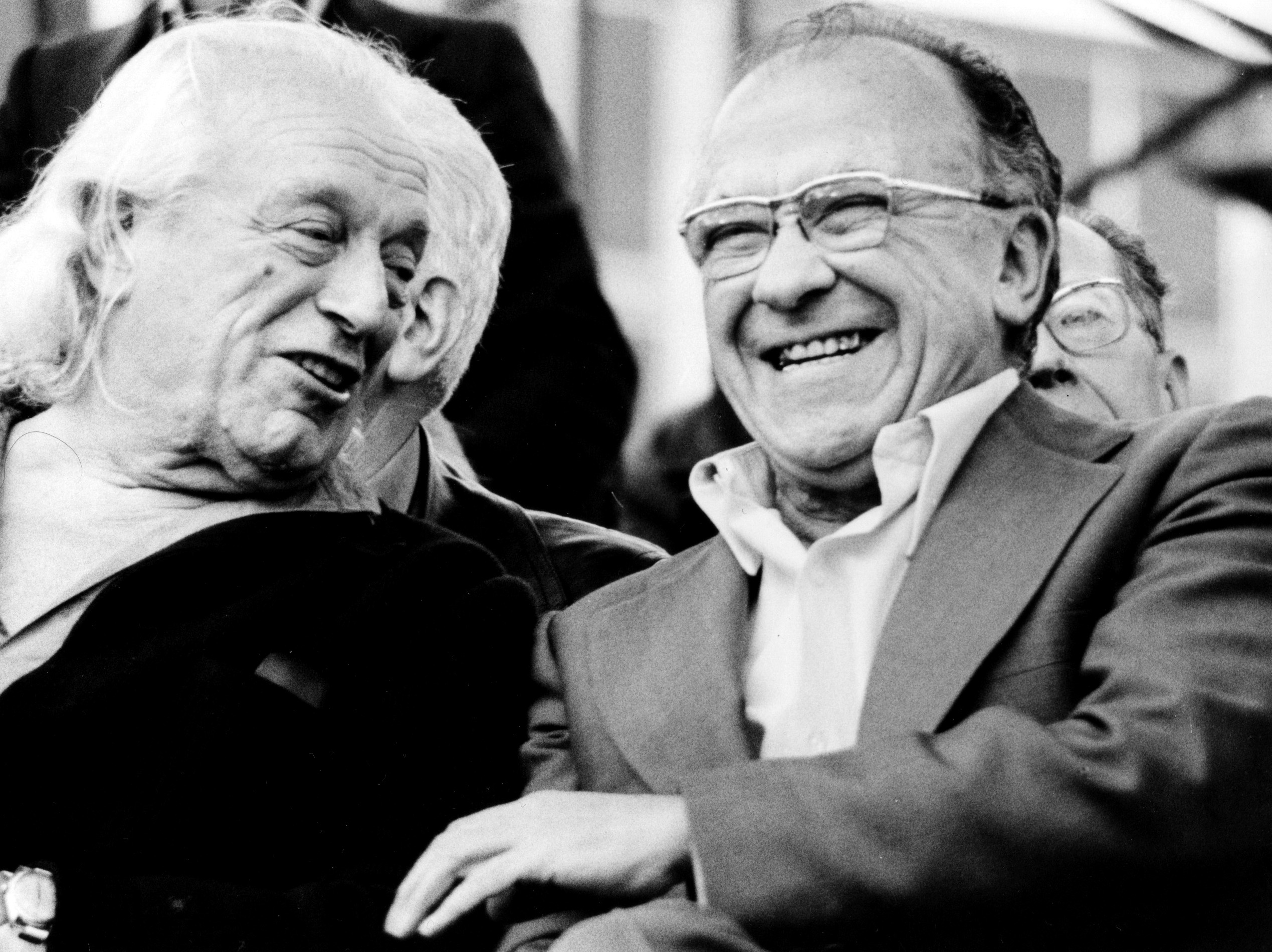
سانتياغو كاريو (يمين) رفقة رافائيل ألبرتي خلال أحد مؤتمرات الحزب الشيوعي الإسباني في 1978

تميزت الأحزاب السياسية الإسبانية الفاعلة آنذاك (و خصوصا الحزب الشيوعي (PCE) والحزب الاشتراكي العمالي(PSOE)) بتغليب الأهداف النهائية على المبادئ الإيديولوجية الذاتية. ومن أهم دعاة هذه الفلسفة السياسية أدولفو سواريث وفيليبي كونثاليث وسانتياغو كاريو ومانويل فراغا. اعتمدت المعارضة الديمقراطية آنذاك على آلية التكتل، فكان المجلس الديمقراطي (Junta democratica) أول ائتلاف بمبادرة من الشيوعيين (PCE) سنة 1974، وفي 1976 نشأت الأرضية الديمقراطية (Plataforma democratica) بمبادرة الاشتراكيين (PSOE). اندمجت الهيأتان في إطار موحد عرف باسم التنسيقية الديمقراطية ‏(Platajunta)‏ وهكذا تشكلت قوة ضغط قوية ضمت مكونات كانت إلى الأمس القريب متنافرة إيديولوجيا (كاليساريين والكارليين والليبراليين)، وجعلت طيف المعارضة يتبنى برنامجا واضحا يطالب بالحريات العامة وإجراء انتخابات وتشريع الأحزاب السياسية والجمعيات المدنية.

### عوامل أخرى
ساهمت أحداث وسياقات أخرى في رسم معالم الانتقال الديمقراطي من بينها:
- توافر مؤهلات اقتصادية محترمة وطبقة وسطى مزدهرة مكنت من تطبيق اللامركزية. حيث يعتقد بعض المؤرخين أن فشل الجمهورية الإسبانية في ثلاثينات القرن العشرين، يرجع بالأساس لهشاشة الاقتصاد الإسباني آنذاك. ساهم تبني النظام الفيدرالي في امتصاص جزء كبير من التوترات الانفصالية الجهوية وانخراط النخب الجهوية في مسلسل الإصلاح.[31]
- اغتيال منظمة إيتا للويس كاريرو بلانكو، رجل النظام القوي والمرشح الأول لخلافة فرانكو آنذاك، في 20 دجنبر 1973، أي فقط 6 أشهر بعد تقليده رئاسة الحكومة. شكل هذا الاغتيال آنذاك ضربة قوية للنظام الفرانكوي، وأدى لانقسامه بين تيارات إصلاحية وأخرى محافظة.[32]
- المراجعات السياسية لليساريين الإسبان، خصوصا يساريي الداخل، والمتمثلة في الحسم في الخيار الديمقراطي. ولقد ساهمت صدمة اليسار الأوروبي إثر أحداث انتفاضة ماي 68 وربيع براغ، في نشأة تيار من السياسيين اليساريين الأقل ارتباطا بالمعسكر الشرقي (مقارنة بالمغتربين) تمكنو من البسط الديمقراطي لأفكارهم خلال مؤتمر الحزب الاشتراكي العمالي لسنة 1972. اعتبر فيليبي كونثاليث أيقونة هذا التيار حيث انتخب ككاتب أول للحزب سنة 1974.[33]
- موجة العنف السياسي لسنة 1977: عرف النصف الأول من سنة 1977 تكاثف أحداث عنف وعنف مضاد من طرف المجموعات الجذرية. وكانت أهمها مجزرة أطوتشا (Matanza de Atocha) التي نفذها موالون للفرانكوية وتوفي خلالها 5 محامين موالين للجان العمالية والحزب الشيوعي، وعمليات منظمة إيتا (تسببت في مقتل 28 شخصا في 1977)، وعمليات منظمة (GRAPO) الماوية. خلقت موجة العنف هاته وعيا بضرورة تسريع الإصلاح وواجهتها الطبقة السياسية بإلغاء جميع أشكال المنع أمام الأحزاب السياسية وإجراء أول انتخابات تشريعية ديمقراطية منذ الحرب الأهلية الإسبانية في يونيو 1977.[34]

## أهم التحولات

### النظام القضائي

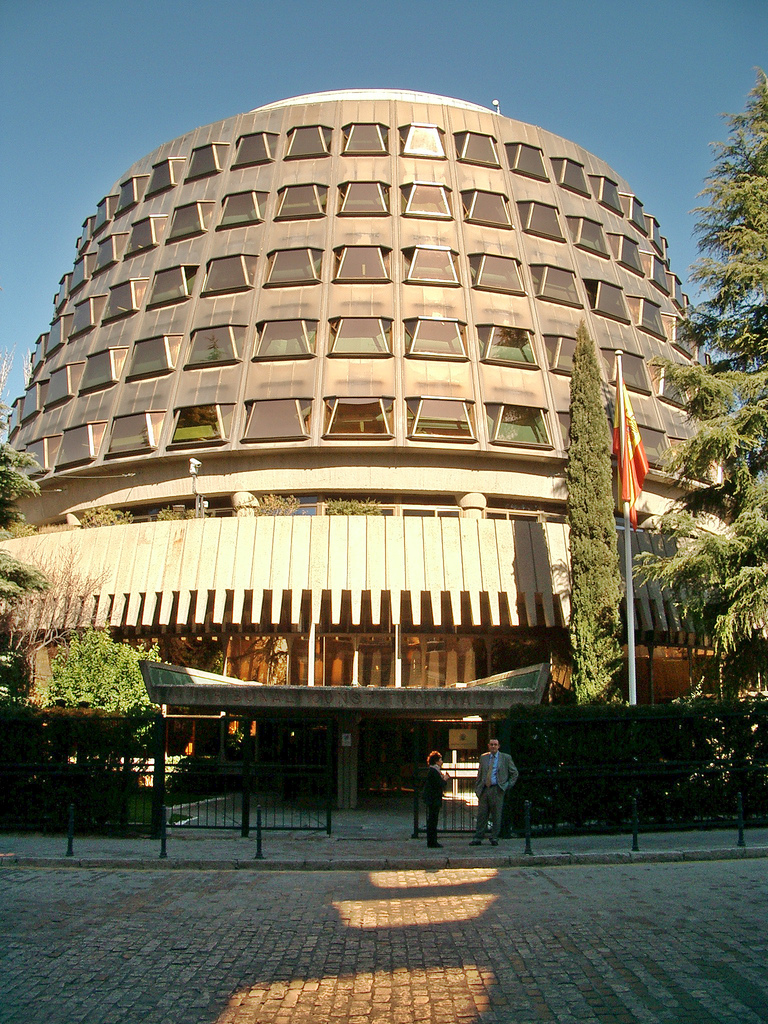
مقر المحكمة الدستورية الإسبانية في مدريد

رسخ دستور 1978 مبدأ استقلال القضاء وأنشأ المحكمة الدستورية العليا المخولة الوحيدة لتقرير نفاذ القوانين ولفض النزاعات بين الحكومة المركزية والحكومات الجهوية. تضم هذه المحكمة 12 عضوا يعينهم الملك بناء على المحاصصة التالية:
- 4 أعضاء يسميهم مجلس النواب بموافقة ثلاثة أخماس أعضائه
- 4 أعضاء يسميهم مجلس الشيوخ بموافقة ثلاثة أخماس أعضائه
- عضوان (2) تسميهما الحكومة
- عضوان (2) يسميهما المجلس الأعلى للقضاء

أربع جهات داخل الدولة مخولة للتوجه نحو المحكمة الدستورية هي رئيس الحكومة أو ديوان المظالم (Defensor del pueblo) أو مجموعة برلمانية من 50 نائبا على الأقل (من مجلس النواب أو مجلس الشيوخ) أو الأجهزة التنفيذية للمقاطعات الذاتية الحكم.

### الإصلاح الدستوري
أهم مضامين الإصلاح الدستوري ل 1978:

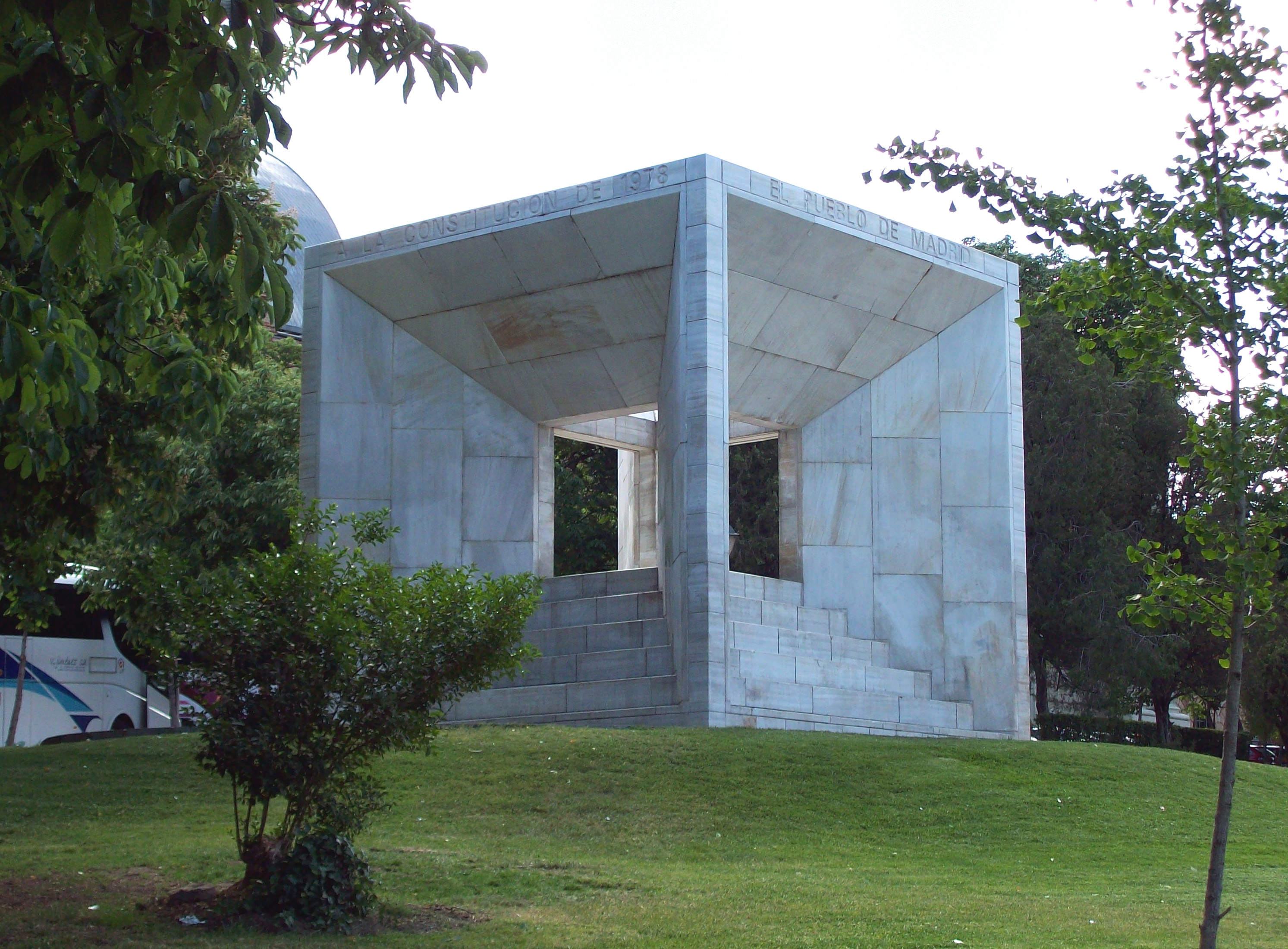
نصب تذكاري مخلد لدستور 1978 في مدريد

- اعتبار الكرامة الجسدية والحريات الشخصية على رأس الأولويات (تم تحصين هذا المبدأ بتشريعات متعلقة بإلغاء عقوبة الإعدام والسجن المؤبد وتحريم التعذيب والاعتقال التعسفي).
- ضمان الحريات العامة من قبيل حق التظاهر وتأسيس المنظمات المدنية والسياسية وحرية التعبير والصحافة.
- تبني نظام انتخابي على أساس التمثيل النسبي مع التنصيص الدستوري على المقاطعة كدائرة انتخابية.
- قصر نطاق عمل القضاء العسكري في المجال العسكري والفصل بين إجراءات التحقيق وإجراءات المحاكمة في القضايا الجنائية.
- تبني نظام لامركزي شبه فيدرالي، يتيح للمقاطعات الذاتية الحكم انتخاب برلمانات جهوية وتنصيب حكومات جهوية وإدارات محلية مستقلة، مع الاعتراف بخصوصياتها الثقافية واللغوية.
- حصر إعلان حالة الطوارئ بين البرلمان والحكومة، ووضع القوات المسلحة تحت السيطرة الكاملة للمؤسسات المدنية.

### المؤسسة العسكرية
انطلقت عملية تحول الجيش الإسباني في 1982، واستمرت لثماني سنوات، هادفة إلى إنهاء الاستقلالية السياسية والهيكلية والاقتصادية والتشغيلية التي كانت تتمتع بها القوات المسلحة، كما هدفت أيضا إلى تغيير نظرة المواطنين حيال جيشهم الوطني. ومن أهم العوامل المساعدة للتحول:
- إمكانية دخول إسبانيا لحلف شمال الأطلسي[38] وهو ما مكن من الارتقاء بأنظمة الدفاع والأطر المؤسساتية والمهنية إلى المعايير الأطلسية (دخلت البلاد للحلف لاحقا في 1986). ولقد استفادت إسبانيا خلال هذه الفترة من الخبرتين الأمريكية والأوروبية في التأهيل الاحترافي للجيوش.
- قانون العمل العسكري الذي أقره البرلمان في 1989 والذي ارتقى بالمنظومة الدفاعية الإسبانية للمعايير الأوروبية، والذي تزامن مع انضمام إسبانيا للاتحاد الأوروبي وخفض الوجود العسكري الأمريكي في القواعد الإسبانية.
- انهيار الاتحاد السوفيتي الذي ساعد في تقليص الإنفاق العسكري وساعد في تقبل الجيش لتقليص صلاحياته وإعادة تعريف مجال اشتغاله في إطار المعطيات الجديدة للنظام الدولي.
- عدم فرض معايير عسكرية في تدبير الحرب على أعمال العنف الصادرة من منظمة إيتا، رغم استمرار استهداف الجيش من طرف المنظمة الانفصالية. حيث تم تدبير المعضلة «مدنيا» من طرف الحرس المدني (الشرطة الوطنية أو Guardia civil) ومسار سياسي موازٍ متفاعل مع المكونات السياسية للانفصال الباسكي (خصوصا اليسار الوطني الباسكي Izquierda abertzale).

### الاقتصاد
تزامنت مرحلة الانتقال الديمقراطي الإسباني مع ظرفية اقتصادية صعبة. فتراكمات أزمة النفط العالمية لسنة 1973 كانت جاثمة على الاقتصاد الإسباني إبان فترة التحول، ناهيك عن حالة النكوص وعدم وضوح الرؤية التي خلقتها مرحلة الانتقال لدى الفاعلين الاقتصاديين. وهكذا ولجت إسبانيا سنة 1977 بمعطيات رقمية اقتصادية مقلقة، حيث كانت نسبة نمو ناتجها الداخلي الخام بطيئة ب 1,5% فقط، والبطالة تتجاوز 000 800 عاطل ونسبة التضخم تناهز 20%.

في هذه الظرفية تم توقيع مواثيق المونكلوا (Pactos de la Moncloa) سنة 1977، وهي خارطة طريق مشتركة لتثبيت المسار السياسي للانتقال الديمقراطي وللإقلاع الاقتصادي. وقعت المواثيق من طرف الحكومة والنقابات والأحزاب السياسية وجمعيات أرباب المقاولات. من أهم التوصيات الاقتصادية التي تم الاتفاق بشأنها:
- تسقيف حق المقاولات في التسريح الحر لعمالتها في حدود %5 من مجموع عمال المقاولة.
- ضمان حق العمل النقابي.
- تسقيف رفع الأجور في %22 (نسبة التضخم المتوقعة آنذاك لسنة 1978).
- بهدف التحكم في التضخم، ضبط الكتلة النقدية، وتخفيض قيمة العملة المستعملة آنذاك، إلى القيم الحقيقية المتداولة في السوق النقدي.
- إصلاح النظام الضريبي لتخفيف العجز العمومي.
- تعزيز المراقبة المالية والسلطة النقدية لبنك إسبانيا لتحسين الشفافية المالية ووقف نزيف الرساميل إلى الخارج.

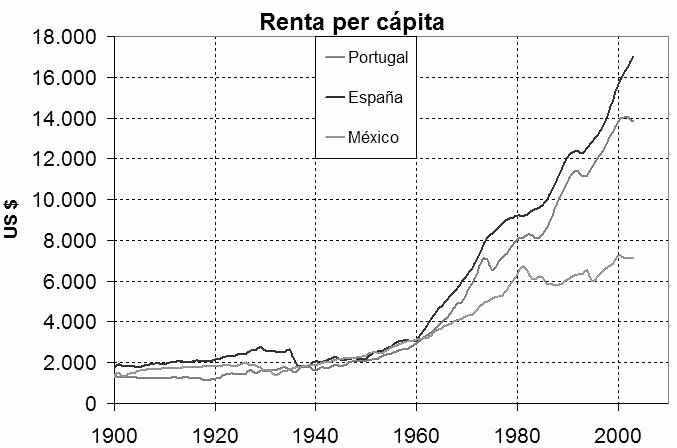
تطور الناتج الداخلي الخام الفردي المقارن بين إسبانيا والبرتغال والمكسيك بين 1900 و2000

ظل مفعول هذه التدابير محدودا وكانت نتائجها أقل من الأهداف المرسومة، إلا أن أهميتها كانت في الدفع إلى توحيد وتضامن جميع الفاعلين أمام الأزمة الاقتصادية.

في 1982 ومع تولي حكومة الاشتراكيين الحكم، استمرت إسبانيا في تعميق الإصلاحات الهيكلية تحت إكراه ضبط التضخم والتقليص من نسبة البطالة. وكان هدف الانضمام للاتحاد الأوروبي حافزا لتطبيق مبادئ الشفافية في عمل الأسواق وتحريرها ومأسستها، مع خفض سياسة الدعم. ومن أهم التدابير التي اتخذت خلال تلك المرحلة
- تشجيع دخول الأبناك الأجنبية
- إعادة تنظيم شاملة للنظام المالي وتعزيز مكانة الأبناك الجهوية
- تحرير أسواق البضائع والخدمات

في 1985 أكملت إسبانيا متطلبات الانضمام للسوق الأوروبية المشتركة، وفي نهاية ولاية الاشتراكيين في 1996 كانت نسبة التضخم 3,6% وعجز الميزان التجاري 4,4% ونسبة الدين العام 69%. تبقى أهم سمة اقتصادية لمرحلة الانتقال الديمقراطي هي التأسيس لاقتصاد ليبرالي حديث، ذي مسؤولية اجتماعية، متسم بالشفافية، ولحكامة اقتصادية تشاركية بين جميع الفاعلين.

### الثقافة

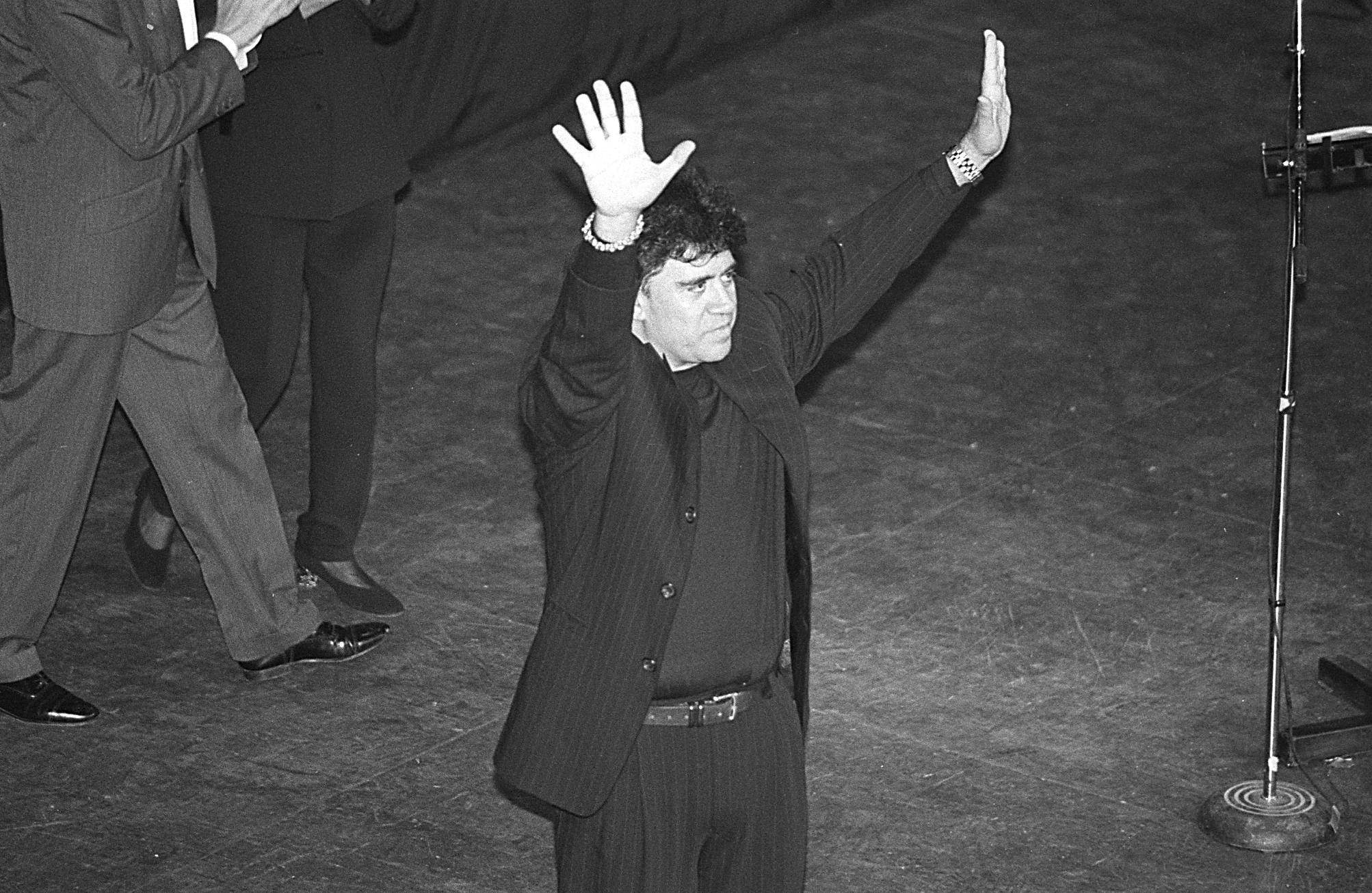
المخرج الإسباني بيدرو ألمودوبار أحد رموز الموفيدا الثقافية

بفضل الاندثار التدريجي لكل معيقات الإبداع الثقافي، عرفت إسبانيا ازدهارا ثقافيا كبيرا خلال ثمانينات القرن العشرين عرفت باسم «الحركية» أو لاموفيدا (La movida). شكلت هذه الحركية طفرة في المشهد الثقافي وفي العادات الاجتماعية خصوصا في أوساط الشباب. انطلقت الظاهرة في مدريد كشكل من أشكال الثقافة المضادة (contracultura) عبر أجناس إبداعية حداثية كالبانك (Punk) والموجة الجديدة (New wave) والروك البديل قبل أن تمتد إلى جميع مجالات الاشتغال الثقافي كالموسيقى والسينما والتصميم والقصص المصورة والأدب. لاقت الظاهرة آنذاك دعما كبيرا من طرف عمدة مدريد إنريكي تييرنو، وانتشرت إلى باقي المدن الإسبانية كبرشلونة وبلباو وبيغو. من أهم رموز لاموفيدا المخرج السينمائي بيدرو ألمودوبار والصالونات الإبداعية (Tertulia de Creadores) التي كان ينظمها الأديب جريجوريو موراليس.

### الإعلام
كانت الممارسة الصحفية خلال السنوات الأخيرة لنظام فرانكو مؤطرة بقانون إعلام (صدر في 1966) موغل في الرقابة المسبقة، حيث كان يقضي بإطلاع مصالح وزارة الإعلام على نسخ الجرائد عشر ساعات قبل نشرها. بمجرد انطلاق مسلسل الانتقال تم توقيف تنفيذ هذا القانون. انطلاقا من 1975 تطورت الحريات الإعلامية بالموازاة مع الاندثار التدريجي للرقابة الذاتية.

و لقد نص الدستور الإسباني لسنة 1978 على الحق الدستوري في الاتصال وحق الوصول إلى المعلومة، وتولد وعي بضرورة عدم عرقلة حرية الإعلام، بأي تشريعات خاصة، لأهميته في بناء الدولة الديمقراطية. وهو ما عبر عنه آنذاك فرانسيسكو أوردونييث، الذي تقلد منصب وزير الخارجية في حكومة الاشتراكيين، لاحقا، بمقولة:

## راجع أيضًا
- القانون الأساسي الإسباني
- التنسيقية الديمقراطية
- إسبانيا الفرانكوية
- الحرب الأهلية الإسبانية
- انقلاب 23 فبراير 1981 في إسبانيا
- مواثيق المونكلوا
- نظام التداول في السلطة